# 蔡平鎮區 (密歇根州)
蔡平鎮區（英語：Chapin Township）是位於美國密歇根州薩吉諾縣的一個行政鎮區。

## 地方資料
蔡平鎮區的面積為63.90平方千米，當中陸地面積為63.90平方千米，而水域面積為0.00平方千米。根據2020年美國人口普查的數據，當地共有人口928人，而人口密度為每平方千米14.52人。